# Megalopolis
Megalopolis (z gr. megalo- = 'wielko-', polis – ‘miasto’) – wielkoprzestrzenny policentryczny układ osadniczy, silnie zurbanizowany, powiązany funkcjonalnie i komunikacyjnie, tworzony przez układ kilku aglomeracji miejskich, o łącznej populacji powyżej 20 milionów mieszkańców. Innymi słowy: Pewna liczba aglomeracji, których miasta satelickie się zazębiają.

## Przykłady megalopolis

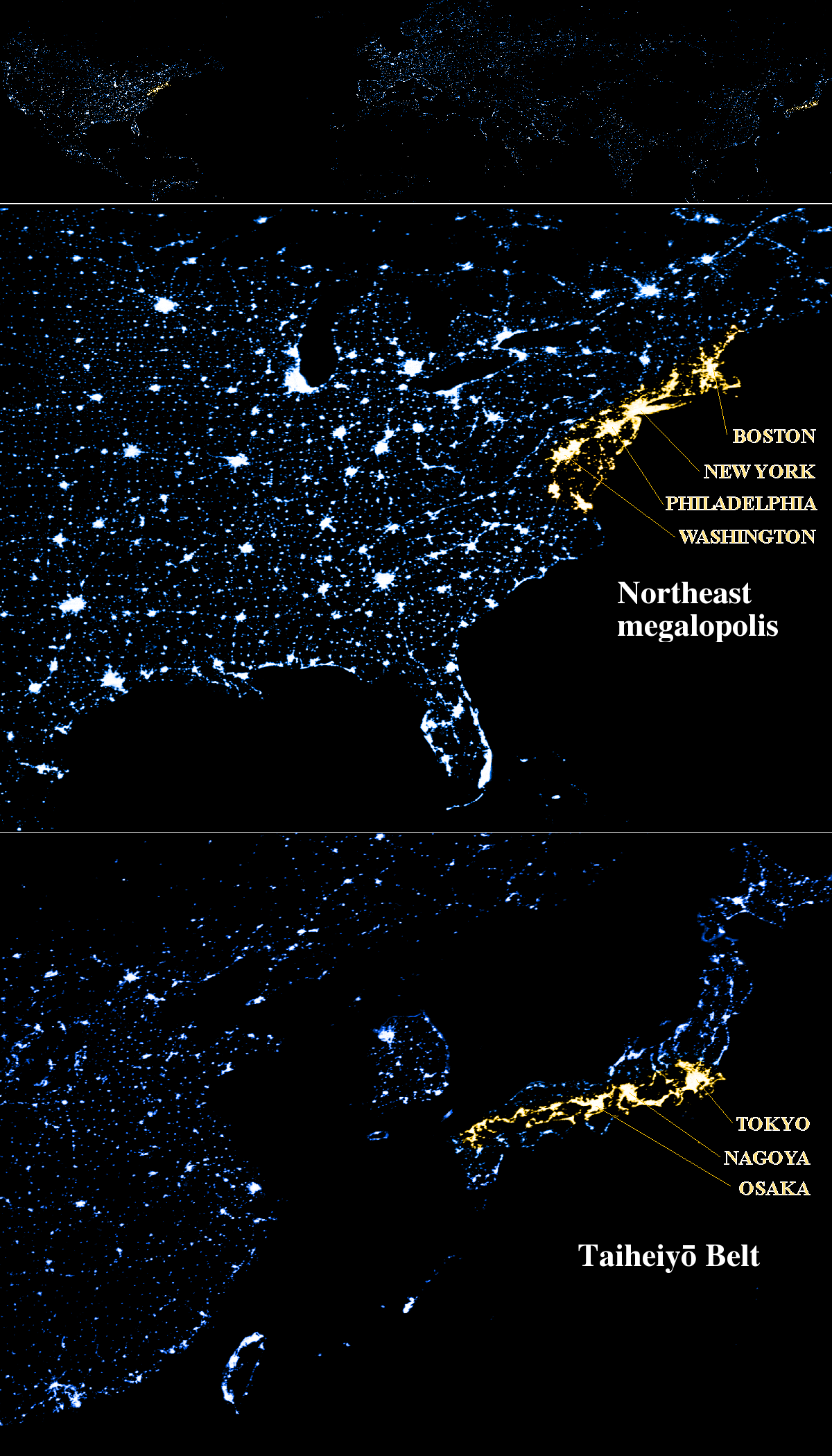
Wyróżniono BosWash i Pas Taiheiyō na nocnych zdjęciach orbitalnych

Tradycyjnie terminem Megalopolis określa się Megalopolis wschodniego wybrzeża Stanów Zjednoczonych (tzw. BosWash), gdzie na obszarze ok. 146 tys. km² zamieszkuje ponad 45 mln ludności.
Obejmuje miasta: Boston, Hartford, Nowy Jork, Filadelfia, Baltimore i Waszyngton.
Jednakże współcześnie rozważa się istnienie jeszcze innych megalopolis:
1. megalopolis okręgu Wielkich Jezior w Stanach Zjednoczonych i Kanadzie (tzw. CHICATOR): Milwaukee, Chicago, South Bend, Toledo, Detroit, Cleveland, Buffalo, Hamilton i Toronto, rozwijające się w kierunku południowym ku aglomeracji Indianapolis-Cincinnati-Dayton-Columbus-Wheeling-Pittsburgh; zamieszkuje je ponad 35 mln ludności, jest obszarem o znacznie mniejszej spójności niż poprzednie.
2. megalopolis zachodniego wybrzeża Stanów Zjednoczonych z aglomeracjami San Francisco, zwane Bay Area (San Francisco-San Jose-Santa Cruz-Oakland-Berkeley) wraz z Sacramento oraz Los Angeles (Los Angeles-Long Beach-San Bernardino-Santa Barbara-San Diego), również o wyraźnie mniejszej spójności. Południowokalifornijskie megalopolis jest jednak najszybciej rozwijającym się w USA i liczy ponad 27,5 mln mieszkańców.
3. japońskie megalopolis Pas Taiheiyō o łącznej populacji ok. 83 mln mieszkańców, w skład którego wchodzą m.in.:
  1. metropolis Greater Tokyo Area (Tokio-Kawasaki-Jokohama-Chiba-Saitama) skupiające 32–43 mln mieszkańców
  2. metropolis Greater Osaka Area (Osaka-Kioto-Kōbe) z 18,6 mln mieszkańców
  3. metropolis Chūkyō (Nagoja) – 8,7 mln mieszkańców
  4. inne wielkie aglomeracje;
4. megalopolis brytyjskie – Londyn-Birmingham-Manchester-Liverpool, którego jądro stanowi tzw. Czarna Anglia, liczące 20,5 mln mieszkańców.
5. Błękitny banan: Paryż-Lille-Bruksela-Antwerpia, wraz z obszarem Randstad Nederlanden (Rotterdam-Utrecht-Amsterdam) i Zagłębie Ruhry, liczące około 36 mln mieszkańców. Jest to wybitnie policentryczny obszar o wciąż jeszcze małej spójności.
6. Złoty banan (Sunbelt / Banana dorata)(inne języki), obejmujący śródziemnomorski zurbanizowany obszar ciągnący się wzdłuż wybrzeża Włoch, Francji i Hiszpanii. Główne miasta: Genua (Włochy), Nicea, Marsylia, Montpellier, Tuluza (Francja), Girona, Barcelona, Tarragona, Castelló de la Plana, Walencja, Alicante, Murcja, Kartagena (Hiszpania)
7. megalopolis brazylijskie – São Paulo i Rio de Janeiro-Nova Iguaçu, największy w Ameryce Południowej – skupia na obszarze około 165 tys. km kw. prawie 34,5 mln mieszkańców.
8. Delta Jangcy w Chinach – (Szanghaj – Nankin – Hangzhou – Suzhou – Ningbo – Nantong – Wuxi – Shaoxing i inne wielkie aglomeracje) – skupia ok. 88 mln mieszkańców
9. Delta rzeki Perłowej w Chinach – (Kanton – Shenzhen – Dongguan – Foshan – Jiangmen i inne wielkie aglomeracje) – skupia ok. 50 mln mieszkańców